# Catedral ortodoxa de la Santísima Trinidad (Lutsk)
La catedral de la Santísima Trinidad (en ucraniano: Свято-Троїцький собор) es una catedral ortodoxa ucraniana que se sitúa en Lutsk, en el óblast de Volinia de Ucrania. El templo es la sede de la eparquía de Volinia.   

## Historia
Según fuentes documentales, en el siglo XV ya existía una iglesia en la colina de Lutsk. En la década de 1640, el rey Vladislao IV Vasa donó la iglesia a los bernardinos. En el cementerio católico, cerca de la iglesia, se construyó la capilla de Jesús que llora. En 1648, durante el ataque de los cosacos, la iglesia fue asaltada. El organista intentó protegerse de los robos y, en 1696, la iglesia de madera fue incendiada.
Un miembro de la familia Radziwiłł concedió 40.000 eslotis para construir un nuevo monasterio de ladrillo, mientras que 16.000 eslotis se destinaron a la construcción de las mazmorras. Poco después, el arquitecto Paweł Giżycki diseñó una nueva iglesia de estilo barroco. Aunque fue construida para los bernardinos, la iglesia era típicamente jesuita. La iglesia fue terminada en 1798 gracias a la financiación de Karol Stanisław Radziwiłł.
En 1793, las tropas rusas ocuparon el complejo y lo utilizaron como almacén militar hasta 1800. A principios del siglo XIX, una parte del monasterio fue utilizada como residencia del obispo Kasper Kazimierz Cieciszowski. Volinia, anexionada al Imperio ruso en 1795, fue independiente durante 30-40 años. Tenía el estatus cultural, religioso y administrativo habitual como antiguo voivodato de la Mancomunidad de Polonia-Lituania. Sin embargo, su autonomía fue abolida por el gobierno ruso en la década de 1830, y muchas iglesias y monasterios fueron cerrados. En 1853, el monasterio bernardino de Lutsk fue cerrado y los monjes de la orden abandonaron la ciudad. La iglesia fue transferida a la comunidad ortodoxa de Lutsk. En 1876, el arquitecto K. Rastrujánov reconstruyó la iglesia. La galería que conectaba la iglesia con el monasterio fue demolida y se le añadió una cúpula central y un campanario, símbolos de la arquitectura ortodoxa rusa.
Volinia perteneció a la Segunda República Polaca desde 1920 hasta 1930, con Lutsk como centro administrativo del voivodato de Volinia. La administración del voivodato se encontraba en el antiguo monasterio de los Bernardos. 
Tras pasar a pertenecer a la Unión Soviética, este edificio fue utilizado por la policía soviética y la NKVD. 
El 12 de agosto de 1992, la iglesia se convirtió en la catedral de la Santísima Trinidad de la Iglesia ortodoxa ucraniana.

## Arquitectura
El complejo formado por la iglesia y el monasterio representa una combinación de estilos barroco y clasicista. El monasterio tiene una planta en forma de herradura con la iglesia situada en el centro y el transepto de la iglesia se encuentra en el centro de la curva del semicírculo de herradura.  La iglesia tenía un aspecto típicamente jesuita antes de ser reconstruida en estilo ortodoxo. La fachada principal consta de pilastras decoradas, y el campanario y la cúpula central se elevan por encima del tejado.     
Ocho pequeños altares se encuentran cerca de las columnas que separan las tres naves. Las paredes y el techo están decorados con iconos pintados de vivos colores. El interior es en general de estilo ortodoxo, aunque tiene algunos rasgos católicos. Un iconostasio de roble dorado decora el altar en un estilo pseudo-ruso. Las puertas sagradas constan de dos secciones talladas.

## Galería

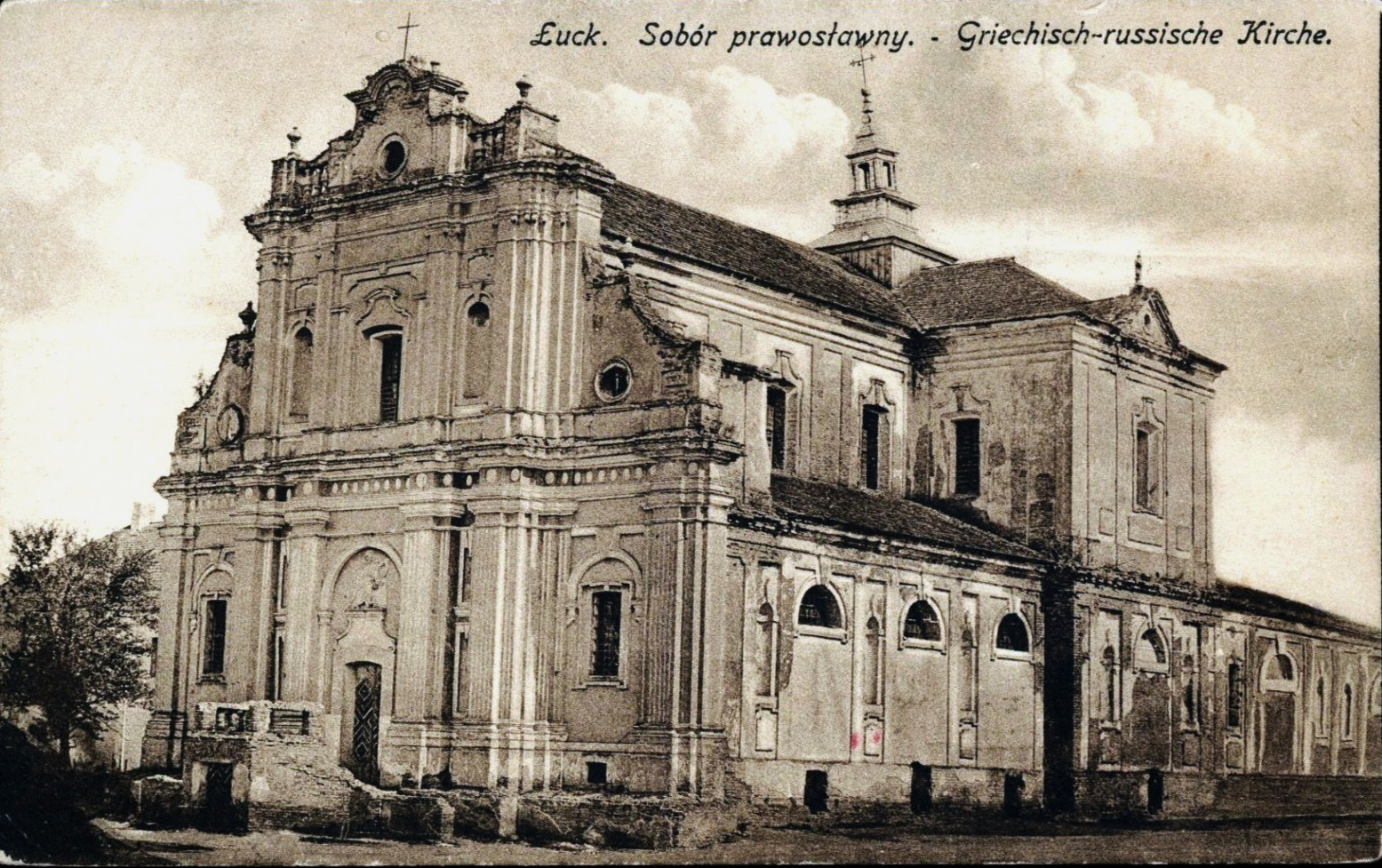
Iglesia en el siglo XIX
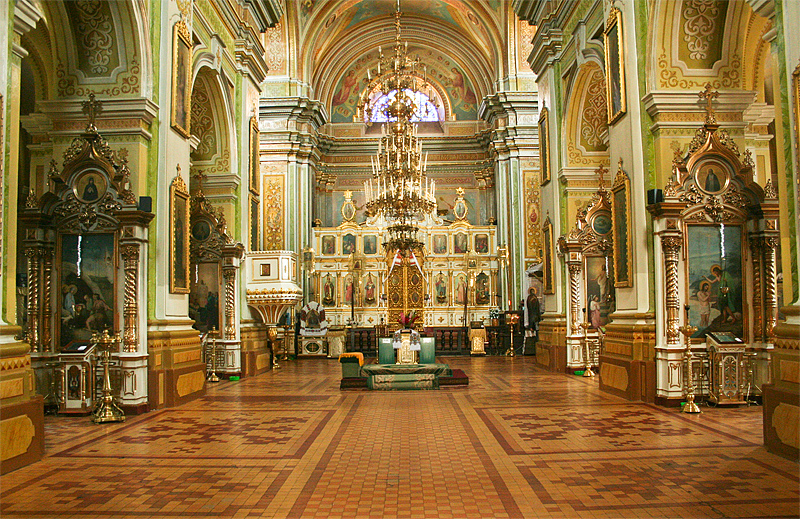
Interior de la catedral
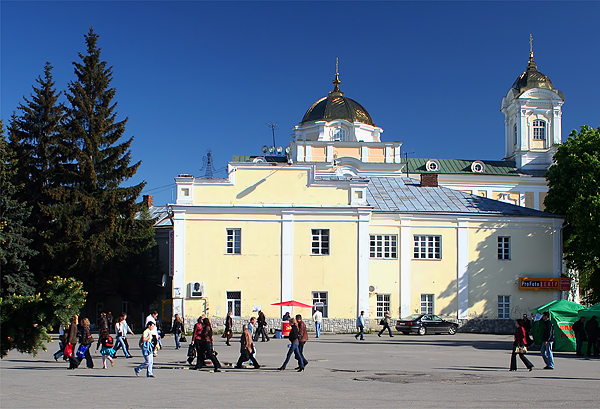
Lateral de la iglesia